# TELVE
TELVE, o Società Telefonica delle Venezie, fu un'azienda italiana fornitrice di servizi telefonici nel Triveneto. Fu costituita nel 1923, a Venezia, sotto il nome di Società anonima telefonica veneta, da un gruppo di industriali di differenti società telefoniche. Nel 1924 modificò la sua ragione sociale, e nel 1964 sarà fusa e incorporata nella SIP.

## Storia

### Premesse
Nel settembre 1923, in seguito alla profonda crisi istituzionale del settore telefonico e alle sempre più pressanti propensioni privatistiche post-belliche, il Governo Mussolini decise di affidare a più concessionarie private la gestione della telefonia italiana.
Con il decreto Regio 24 del settembre 1923, il governo concedeva ad enti pubblici, a società o a privati l'esercizio degli impianti telefonici, con un duplice scopo: da un lato sgravare lo Stato dalle considerevoli spese di ricostruzione post-bellica non ancora effettuate, e dall'altro realizzare una svolta nella gestione del servizio, conferendogli un assetto più razionale ed efficace.

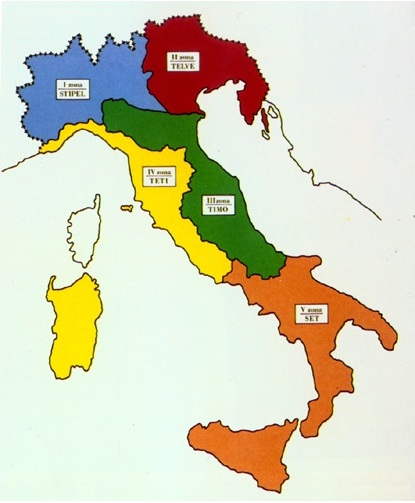
Cartina concessionarie

Si decise, così, una suddivisione del territorio in cinque grandi zone, comprendenti sia impianti urbani che interurbani di minore importanza, da affidare ad altrettante società private. Queste avrebbero dovuto assorbire le concessionarie preesistenti, e creare una sesta concessione per gli impianti interurbani principali. Le cinque zone furono:
- 1ª zona: Piemonte, Valle d'Aosta e Lombardia; STIPEL
- 2ª zona: le Tre Venezie (Venezia Tridentina, Venezia Euganea e Venezia Giulia), corrispondenti alle attuali regioni Veneto, Friuli-Venezia Giulia, Trentino-Alto Adige e ai territori di Pola, Fiume e Zara (ora suddivisi tra Slovenia e Croazia); TELVE
- 3ª zona: Emilia-Romagna, Marche, Umbria, Abruzzo e Molise; TIMO
- 4ª zona: Liguria, Toscana, Lazio (esclusi Cassino, Formia, Frosinone e Latina), Sardegna; TETI
- 5ª zona: Lazio (Cassino, Formia, Frosinone e Latina), Italia meridionale e Sicilia; SET

Per quanto riguarda la sesta zona, invece, il 14 giugno 1925 venne costituita l'ASST, controllata direttamente dal Ministero delle comunicazioni. Questa ebbe il compito di occuparsi degli impianti e dei servizi a lunga distanza e di controllare l'operato delle cinque concessionarie di zona.
La gara d'appalto fu indetta il 19 settembre 1924. La "Società Telefonica delle Venezie" (TELVE), un consorzio di società preesistenti rappresentante i maggiori industriali telefonici dell'area, si aggiudicò la seconda zona.
La TELVE partecipò alla gara in solitaria a causa dell'iniziale disinteresse da parte della SADE, compagnia elettrica della zona, la quale, tuttavia, entrò in seguito nelle partecipazioni azionarie della società telefonica veneta, e alle valutazioni negative dei grandi gruppi bancari.
Ben presto, al gruppo dirigente della TELVE fu evidente che gli investimenti da affrontare sarebbero stati superiori alle capacità finanziarie della società, la quale, dopo una serie di fallimenti iniziali nel reperire le risorse necessarie, ottenne un fido di 12 milioni di lire da un gruppo bancario svizzero.

### Nascita della società ed attività
Il 5 ottobre 1924, presso lo studio del notaio Emilio Piamonte di Venezia, si riunirono diversi industriali aventi interessi nel ramo telefonico:
- il conte Uberto Cattaneo, industriale e responsabile della Società telefonica Alto Veneto, con sede a Pordenone; nonché presidente della Società anonima padovana per il telefono.
- Cesare Calandri, industriale che interveniva quale legale rappresentante e firmatario della Società in nome collettivo "A. e C. Calandri", con sede a Treviso.
- Giuseppe Lacchin, presidente della Società Telefonica Alto Veneto;
- Giuseppe Amadio, anch'egli rappresentante della Società telefonica Alto Veneto;
- Roberto Carsana della Società anonima padovana per il telefono, che interveniva tanto in proprio che per delega e in rappresentanza di
- Giuseppe Zanchi, banchiere di Bergamo.

Cattaneo fu il primo presidente della neonata società, Calandri, invece, ne ricoprì il ruolo di amministratore delegato.
Questi esponenti dell'industria telefonica veneta erano, in quella sede, rappresentanti e portatori dell'intero capitale, pari ad un milione di lire, della Società anonima Telefonica Veneta, con sede a Venezia e avente per oggetto l'industria e l'esercizio di telefoni, telegrafi, applicazioni elettriche ed affini. Questa società si era costituita il 6 marzo 1923, con rogito del notaio Carlo Candiani di Venezia. Nell'ottobre 1924, essi decisero di costituirsi in assemblea straordinaria e di dare un nuovo nome alla società: Società Telefonica delle Venezie, con sede a Venezia.
Il capitale sociale di un milione di lire fu così suddiviso:
- 100 000 lire erano intestate ad Uberto Cattaneo;
- 80 000 lire rispettivamente a Giuseppe Zanchi, Giuseppe Lacchin e Cesare Calandri;
- 20 000 lire a Roberto Carsana, Giuseppe Amadio, Giuseppe Benvenuti;
- 200 000 alla Società dell'alto Veneto, rappresentata da Antonio Tamai e Paolino lem;
- 200 000 ad Uberto Cattaneo per la Società padovana;
- 200 000 a Cesare Calandri, in rappresentanza della Società Calandri.

Nel novembre 1924, accanto agli originari consiglieri, ossia Cattaneo, Calandri, Lacchin, Amadio, Benvenuti e Lucci, furono nominati Antonio Tamai, Paolino lem, Stefano De Stefani e Nino Tempini. Una volta trovati i finanziamenti, uno dei primi problemi che dovette affrontare la società fu la ricerca di un partner tecnologico che potesse contribuire alla realizzazione di nuovi impianti e di nuove centrali automatiche che l'impresa intendeva installare sul territorio al fine di ammodernare l'inefficiente rete acquisita e ridurre gli investimenti futuri.
Questo partner avrebbe dovuto garantire, oltre all'innovazione tecnologica, la fornitura esclusiva dei materiali per l'installazione e la manutenzione di reti e centrali automatiche sul territorio italiano. A condurre le trattative fu il presidente della società, Cattaneo, che, dopo un primo fallimento nella trattativa con la statunitense “Telephone and Telegraph” per l'utilizzo esclusivo dei moderni apparati “Strowger Automatic”, si rivolse a Siemens riuscendo ad ottenere la tecnologia per la realizzazione di quelli, che all'epoca, erano i moderni impianti della società tedesca, ma non il loro impiego esclusivo sul territorio italiano.
La società, tuttavia, non iniziò il suo percorso come pianificato inizialmente, e la perdita dell'esclusiva sugli impianti della statunitense “Telephone and Telegraph” modificò i progetti di Cattaneo e Calandri. Inoltre, l'accordo con la Siemens diede spazio, per via del consistente impegno economico che l'azienda avrebbe dovuto affrontare, all'ingresso nella stessa della SADE, principale gruppo elettrico della zona. L'ingresso della SADE, in seguito, aprì le porte alla SIP per l'acquisizione della società.

### Struttura organizzativa
La struttura organizzativa della TELVE, grazie alle sue medie dimensioni, era semplice ed esprimeva le radicate convinzioni dei piccoli concessionari che l'avevano fondata.
Nella società i principali esercizi si equivalevano e tutti indistintamente si affidavano direttamente agli uffici della direzione generale. Questo garantiva una maggiore efficienza degli esercizi, i quali avevano un canale diretto con la direzione generale, ma al tempo stesso mantenevano maggiore autonomia operativa, il che spesso portava a grandi differenze organizzative tra un esercizio e l'altro.
La TELVE si concentrò prevalentemente su tre centri importanti: Venezia, Trieste e Padova, dove venne installata la nuova centrale automatica Siemens capace di 6 000 numeri, mentre nei centri minori si continuò ad utilizzare i vecchi apparati a batteria centrale.
Altre zone ritenute di particolare importanza per TELVE furono quelle delle regioni montane del Cadore e del Trentino, che comprendevano centri turistici bisognosi di un servizio telefonico efficiente.
Nonostante i numerosi investimenti e le moderne tecnologie Siemens impiegate (come ad esempio i nuovi centralini automatici per le zone montane) l'incremento del numero di abbonati non rispecchiò le aspettative aziendali, per cui, dopo tre anni, la società si trovò nuovamente in difficoltà finanziarie. Tra le cause, il fattore territorio non fu attentamente valutato al momento della gara d'appalto e in seguito influì negativamente sull'aumento del numero di abbonati e sul conseguente sviluppo della società. La scarsa densità abitativa delle città e la predominanza di zone rurali costrinsero l'impresa a consumare energie e risorse per l'implementazione delle singole linee, disincentivando l'automatizzazione, non ritenuta conveniente per gli apparati periferici.
All'inizio del 1928, nonostante gli onerosi investimenti effettuati, la TELVE risultò sia la concessionaria meno automatizzata sia quella con la più bassa crescita del numero di abbonati a partire dal 1925.

### Difficoltà finanziarie ed acquisizione
Nel 1928, la scomparsa di Cattaneo e le difficoltà finanziarie in cui la società versava fin dall'inizio, facilitarono la progressiva acquisizione della TELVE da parte della Società Idroelettrica Piemonte (SIP).
Essendo già, peraltro, in possesso di un proprio pacchetto azionario della TELVE, la SIP iniziò la scalata acquisendo un consistente pacchetto azionario della SADE, ottenuto con la cessione delle azioni della SIET a quest'ultima.
Nonostante l'acquisizione ed il cambio dei vertici aziendali, i tentativi di uniformare la struttura organizzativa della TELVE alla rodata struttura della società di Gian Giacomo Ponti (SIP) non ebbero successo, a causa dell'enorme differenza operativa tra un esercizio e l'altro. La TELVE restò, così, ultima nello sviluppo rispetto alle altre aziende telefoniche del gruppo SIP.
Il 21 ottobre 1933, la SIP, con le tre aziende al suo interno scorporate, Stipel, TELVE e TIMO, passò sotto il controllo della STET (neo-finanziaria dell'IRI per il controllo delle società telefoniche).
Nel 1964, la TELVE venne fusa nella nuova SIP - Società Italiana per l’Esercizio Telefonico, cessando ufficialmente di esistere.